# Lenart v Slovenskih goricah
Lenart v Slovenskih goricah is een plaats in Slovenië en maakt deel uit van de gemeente Lenart in de NUTS-3-regio Podravska. De plaats telde 3.285 inwoners op 1 januari 2020.